# Серторианска война
Серторианската война или Въстанието на Серторий в Испания e конфликт от 80 пр.н.е. до 72 пр.н.е. през Римските граждански войни между иберианска коалиция и римляни по времето на въвеждането на режима на Сула. Наречена е на Квинт Серторий, командирът на опозицията против Сула. Завършва с победа на оптиматите.
Квинт Серторий е привърженик на Гай Марий. През 83 пр.н.е. по времето на популарите е управител в Испания. Серторий създава на Иберийския полуостров за осем години независимо от Рим царство в Испания. През 79 пр.н.е. защитава владението си в битки с Квинт Цецилий Метел Пий. Негов претор е Марк Перперна, a квестор Луций Хиртулей.
През 76 пр.н.е. се водят тежки боеве с изпратените от Рим военачалници, преди всичко против Квинт Цецилий Метел Пий и Гней Помпей Магн, който идва в Испания с 30 000 души. През 74 пр.н.е. Серторий сключва съюз с Митридат VI от Понт.
През 72 пр.н.е. Серторий е убит при заговор, воден от Марк Перперна, по време на банкет в Оска. Неговата смърт означава залезът на това „Извънредно царство“. Новият водач Перперна е разбит и убит малко след това от Помпей.